# Cesarò
Cesarò – miejscowość i gmina we Włoszech, w regionie Sycylia, w prowincji Mesyna.
Według danych na rok 2004 gminę zamieszkiwało 2815 osób, 13,2 os./km².